# Osgoods Hufeisennase
Osgoods Hufeisennase (Rhinolophus osgoodi) ist eine kaum erforschte Fledermaus aus der Familie der Hufeisennasen. Das Artepitheton ehrt Wilfred Hudson Osgood, der sich 1932 zum ersten Mal mit der Art beschäftigte.

## Merkmale
Die Kopfrumpflänge beträgt 52 bis 54 mm, die Schwanzlänge 17 bis 21 mm, die Hinterfußlänge 8 bis 9 mm, die Ohrlänge 12 bis 20 mm, die Unterarmlänge 42 bis 46 mm und die Schädellänge 15 bis 16 mm. Die Nase ist 6,4 mm breit und bedeckt den größten Teil des Schädels. Der breite Sattel ist an der Spitze und den Parallelseiten gerundet. Die Form des Nasenfortsatzes variiert von einem spitzen zu einem stumpfen Dreieck. Die Schnauzenspitze ist geradeaus gerichtet. Die Mittelhandknochen sind ungefähr gleich groß. Das Fell ist an der Oberseite hellbraun mit einer grauen Basis, an der Unterseite heller grau. Der Schädel ist kurz aber kräftig.

## Verbreitung und Lebensweise

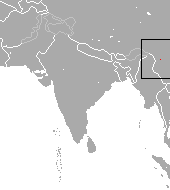
Verbreitungsgebiet der Osgoods Hufeisennase im Süden von China

Osgoods Hufeisennase kommt in der chinesischen Provinz Yunnan vor. Über ihre Lebensweise ist nichts bekannt.

## Status
Osgoods Hufeisennase ist nur von zehn Exemplaren bekannt, die 1929 von Herbert Stevens bei Nguluko in der chinesischen Provinz Yunnan gesammelt wurden. Osgood erwähnte sie 1932 als unbekannte Unterart von Blyths Hufeisennase (Rhinolophus lepidus), die gültige Erstbeschreibung als eigenständige Art stammt von Colin Campbell Sanborn aus dem Jahre 1939. Ein 2003 in einer Höhle bei Dali gefangenes Exemplar könnte diese Art repräsentieren. Die IUCN listet Osgoods Hufeisennase in der Kategorie „unzureichende Datenlage“ (data deficient).

## Weblink
- Rhinolophus osgoodi in der Roten Liste gefährdeter Arten der IUCN 2013.2. Eingestellt von: Smith, A.T., Johnston, C.H., Jones, G. & Rossiter, S., 2008. Abgerufen am 28. Dezember 2013.